# Синезий (Зарубин)
Епископ Синезий (в миру Сергей Григорьевич Зарубин; 20 августа [1 сентября] 1886, Московская губерния — 27 сентября 1937 года, Карельская АССР) — епископ Русской православной церкви, епископ Ижевский и Вотский.

## Биография
Родился в благочестивой крестьянской семье. В юности Сергей находился под непосредственным воздействием своего дяди по отцу — иеромонаха Саввы. На религиозные убеждения сильно повлияли также читанные им во множестве жития святых. Немалое влияние оказала на Сергея и его тётя, которая была единоверкой. Впоследствии епископ Синезий писал: «Моя постоянная тяга к ним [единоверцам], как к цельным и крепким натурам по духу, была постоянна».
Окончил техническое художественное училище в Москве (в советское время им. Баумана), после чего в 1906—1917 годах преподавал в среднем ремесленном техническом училище Иркутска.
После провозглашения советской властью Декрета об отделении Церкви от государства и школы от Церкви, поставившего религиозное образование вне закона, счёл для себя невозможным продолжать преподавательскую деятельность.
В 1917 году был пострижен в монашество с именем Синезий и рукоположён в священный сан.
Впоследствии служил в единоверческих приходах Омска, Тюмени, затем снова в Омске.
4 октября 1922 года в Омске был арестован по обвинению в «контрреволюционной агитации». 1 ноября, был освобождён. Дело было прекращено.
Пользовался авторитетом среди единоверцев. В 1923 году избран кандидатом от одиннадцати единоверческих благочиний для посвящения в единоверческого епископа.
В 1923 году переведен в Коломну архимандритом Спасо-Голутвина монастыря.
13 июня 1926 года рукоположён во епископа Острогожского, викария Воронежской епархии.
В октябре того же года становится епископом Уразовским, викарием той же епархии.
С декабря 1926 года — епископ Колымский, викарий Якутской епархии.
С 1927 года — епископ Якутский и Вилюйский. Служить ему приходилось в эту пору на Крайнем Севере, у берегов Ледовитого океана среди тунгусов.
Критически отнёсся к «Декларации» митрополита Сергия (Старогородского). После её публикации в печати в конце июля 1927 года епископ Синезий лично высказал митрополиту Сергию своё с ним расхождение в понимании лояльности.
12 декабря 1928 года был переведён на Ижевскую кафедру. Совершённое Митрополитом Сергием «назначение на дальнейшее моё служение я считал и его согласием на мои убеждения».
После «интервью» митрополита Сергия, опубликованного 15 февраля 1930 года, в котором говорилось: «Гонения на религию в СССР никогда не было, и нет… Репрессии … в отношении верующих и священнослужителей, применяются к ним отнюдь не за их религиозные убеждения, а в общем порядке, как и к другим гражданам за разные противоправительственные деяния… Даже до сего времени некоторые из нас не могут понять, что к старому нет возврата, и продолжают вести себя, как политические противники Советского государства», епископ Синезий счёл для себя невозможным находиться в подчинении митрополиту Сергию и послал ему «и его Синоду свой отказ в молитвенном с ним общении и сослужении, а также от звания и титулования „Ижевским и Вотским“, отнюдь не отказываясь от своих прав православного епископа».
В рапорте митрополиту Сергию писал, что с 19 февраля 1930 года прекратил управление Ижевской епархией. В ответ митрополит Сергий и временный Священный Синод при нём указом № 21 от 26 февраля 1930 постановили: «Епископа Синезия уволить от управления епархией на покой и иметь в будущем. Временное управление Вотской епархией поручить Преосвященному Нолинскому Георгию».
В конце февраля — начале марта 1930 года церковно-приходской совет Успенской церкви пригласил епископа Синезия для служения в их храме.
9 мая 1930 года запрещён митрополитом Сергием в священнослужении.
Телеграммой от 19 мая 1930 епископ Синесий сообщил, что запрещению, наложенному на него Патриархией, он подчинился, однако о том, что последуют от него дальнейшие объяснения, не упомянул.
4 июня 1930 года першением митрополита Сергия и Временного Патриаршего Священного Синода при нём: «Ввиду того что епископ Синесий спрашивавшему его Преосвященному Ижевскому определенно заявил о разрыве общения с Заместителем и в указанный срок объяснения в Патриархию не представил, епископа Синесия (Зарубина) за нарушение Апостольских правил 34 и 31, Двукратного Собора 13 и 15 и аналогичных предать суду православных архиереев, оставив его под запрещением впредь до раскаяния или постановления о нём суда, о чём и послать указы Преосвященному Ижевскому для объявления епископу Синесию, ижевскому духовенству и пастве, уведомив указами и прочих Преосвященных».
В июне-июле 1930 года епископ Синезий ездил в Ленинград, где 21 июля он встречался с митрополитом Иосифом (Петровых), который после опубликования митрополитом Сергием «Декларации» встал во главе части епископов и клириков, разорвавших молитвенное общение с заместителем патриаршего местоблюстителя и вышедших из подчинения ему. Выяснив, что они легально служат, не поминая митрополита Сергия, и увидев, что в Ленинграде иосифлянские храмы переполнены молящимися, епископ Синезий по возвращении в Ижевск из Ленинграда приступил к служению в Троицкой, а затем в Успенской церквях Ижевска.
Епископа Синезия после его разрыва с митрополитом Сергием признавали своим духовным главой 15 приходов в Ижевской епархии. Под его духовным окормлением находилось также 47 приходов Яранской епископии, 16 приходов Вятской епархии, 8 приходов в Вятско-Ветлужском крае, 10 приходов Уральской области и два прихода в Московской области.
24 мая 1931 года был арестован сотрудниками ОГПУ в Ижевске у себя на квартире. 26 января 1932 года он был приговорён к 10 годам лишения свободы. Вместе с ним в Ижевске по этому же делу был осуждён ещё 21 человек. Епископ Синезий обвинялся в том, что «являлся руководителем Удмуртского филиала контрреволюционной церковно-монархической организации „Истинно-Православная Церковь“, проводил контрреволюционную деятельность среди населения по заданиям этой организации». Свою вину не признал.
В конце января 1932 года епископ Синезий был отправлен в Соловецкие лагеря. Отбывал наказание в Мурманском отделении Беломоро-Балтийского комбината НКВД.
20 сентября 1937 года был приговорён к высшей мере наказания за то, что «вёл повстанческую контрреволюционную агитацию среди заключенных в лагере, выступал против стахановского движения».
27 сентября 1937 года он был расстрелян в Медвежьегорском районе Карелии. По другим сведениям, он был расстрелян на Водоразделе (VII—VIII шлюз Беломоро-Балтийского канала).